# Борьба на летних Олимпийских играх 1936
На летних Олимпийских играх 1936 года проводились соревнования как по вольной, так и по греко-римской борьбе. Соревнования проводились только среди мужчин.

## Медалисты

### Греко-римская борьба
| Категория   | Золото                    | Серебро                  | Бронза                  |
| ----------- | ------------------------- | ------------------------ | ----------------------- |
| до 56 кг    | Мартон Лёринц Венгрия     | Эгон Свенссон Швеция     | Якоб Брендель Германия  |
| до 61 кг    | Яшар Эркан Турция         | Аарне Рейни Финляндия    | Эйнар Карлссон Швеция   |
| до 66 кг    | Лаури Коскела Финляндия   | Йозеф Герда Чехословакия | Вольдемар Вяли Эстония  |
| до 72 кг    | Рудольф Сведберг Швеция   | Фриц Шефер Германия      | Эйно Виртанен Финляндия |
| до 79 кг    | Ивар Юханссон Швеция      | Людвиг Швайкерт Германия | Йожеф Палоташ Венгрия   |
| до 87 кг    | Аксель Кадье Швеция       | Эдвинс Биетагс Латвия    | Аугуст Нео Эстония      |
| свыше 87 кг | Кристиан Палусалу Эстония | Джон Нюман Швеция        | Курт Хорнфишер Германия |

### Вольная борьба
| Категория   | Золото                      | Серебро                   | Бронза                      |
| ----------- | --------------------------- | ------------------------- | --------------------------- |
| до 56 кг    | Эдён Зомбори Венгрия        | Росс Флуд США             | Йоханнес Херберт Германия   |
| до 61 кг    | Кустаа Пихлаямяки Финляндия | Фрэнк Миллард США         | Йёста Йонссон Швеция        |
| до 66 кг    | Карой Карпати Венгрия       | Вольфганг Эрль Германия   | Херман Пихлаямяки Финляндия |
| до 72 кг    | Фрэнк Льюис США             | Туре Андерссон Швеция     | Джозеф Шляймер Канада       |
| до 79 кг    | Эмиль Пуальве Франция       | Ричард Волива США         | Ахмет Киреччи Турция        |
| до 87 кг    | Кнут Фридель Швеция         | Аугуст Нео Эстония        | Эрих Зиберт Германия        |
| свыше 87 кг | Кристиан Палусалу Эстония   | Йозеф Клапух Чехословакия | Ялмар Нюстрём Финляндия     |